# Кулиев, Баршад Рустам оглы
Баршад Рустам оглы Кулиев (азерб. Bərşad Rüstəm oğlu Quliyev; 1884, Джебраильский уезд — 2 сентября 1985, Ждановский район) — советский азербайджанский животновод, Герой Социалистического Труда (1948).

## Биография
Родился в 1884 году в селе Таталлар Джебраильского уезда Елизаветпольской губернии (ныне Бейлаганский район Азербайджана).
С 1932 года чабан, старший чабан колхоза «Новый путь» Ждановского района. В 1947 году вырастил от 435 грубошерстных овцематок 579 ягнят при среднем весе ягнят к отбивке 41,5 килограмма.
Указом Президиума Верховного Совета СССР от 17 августа 1948 года за получение в 1947 году высокой продуктивности животноводства Кулиеву Баршаду Рустам оглы присвоено звание Героя Социалистического Труда с вручением ордена Ленина и золотой медали «Серп и Молот».
С 1966 года пенсионер союзного значения.
Скончался 2 сентября 1985 года в родном селе.